# Gäddegöl (Oskars socken, Småland)
Gäddegöl är en sjö i Nybro kommun i Småland och ingår i Hagbyåns huvudavrinningsområde.